# Zerkegem
Zerkegem (anciennement Zerkeghem) est une section de la commune belge de Jabbeke située en Région flamande dans la province de Flandre-Occidentale. C'était une commune à part entière avant la fusion des communes de 1977.

## Démographie

### Évolution démographique
- Sources : INS, Rem. : 1831 jusqu'en 1970 = recensements, 1976 = nombre d'habitants au 31 décembre[2].

|  | Le blason est issu d'une illustration provenant d'une carte du XVIIe siècle. L'origine des deux bois de cerfs est inconnue. Blasonnement : D'argent à une pierre tombale d'azur dont émerge deux bois de cerf de gueules. - Arrêté royal : 7 décembre 1844 Source du blasonnement : Blason de Zerkegem sur le site Heraldry-wiki.com |